# Curtiss C-46 Commando
Кёртисс C-46 «Коммандо» (англ. Curtiss C-46 Commando) — американский двухмоторный транспортный самолёт, разработанный в конце 1930-х годов. На момент создания C-46 был самым большим двухмоторным самолётом в мире. Самолёт стал также самым большим и тяжёлым двухмоторным самолётом, использовавшимся во время Второй мировой войны.

## История
Компания Curtiss Whright в 1930-е годы была загружена заказами по военной технике. В это время на рынке пассажирских перевозок работали скоростные самолёты компаний Boeing, Lockheed и Douglas. Самым востребованным в то время был ближнемагистральный транспортный самолёт DC-3.
Чтобы достичь коммерческого успеха нужно было создать самолёт превосходящий по всем параметрам DC-3. Согласно техническому заданию на проектирование нового самолёта он должен иметь вместимость 36 пассажиров или 20 спальных мест, скорость свыше 400 км/ч, высокий комфорт и большой грузовой отсек. На самолёт должны быть установлены высотные двигатели и герметичная кабина. При соблюдении всех заложенных технических требований можно было занять нишу коммерческих перевозок на маршрутах над недоступными прежде горными хребтами.
К работе над проектом приступили в конце 1936 года под руководством главного конструктора фирмы Джоржа А. Пейджа. Проект получил фирменное название CW-20. Чтобы CW-20 был конкурентноспособным, с большой дальностью полёта и максимальным внутренним объёмом, конструкторы фирмы спроектировали профиль фюзеляжа в виде двух состыкованных сегментов кругов различного диаметра, от чего самолёт казался двухпалубным. Такая конструкция являлась оптимальной для широких фюзеляжей и удовлетворяла требованиям по прочности и лобовому сопротивлению. В дальнейшем такая конструкция применялась у других разработчиков авиатехники. 

## Испытания и серийное производство
Первый прототип CW-20T с негерметичной кабиной и двухкилевым оперением был собран на авиазаводе Curtiss Wright в Сент-Луисе. Первый полёт состоялся 26 марта 1940 года. Во время испытательных полётов достичь проектных характеристик не удалось.
Второй прототип CW-20A был выполнен однокилевым. Его лётно-технические характеристики произвели впечатление как на гражданских, так и военных специалистов. Фирма Curtiss Wright представила публике новый самолёт 11 апреля 1940 года и в ходе рекламной кампании присвоила ему наименование "Substratosphere Transport".
Несмотря на то, что второй прототип был показан в полёте над Нью-Йорком как гражданский самолёт его передали в ВВС США на три месяца для опытной эксплуатации. Опытная эксплуатация прошла успешно. Самолёт получил обозначение XC-55. Затем этот экземпляр передали BOAC (British Airways Corporation), которая использовала самолёт для сообщения между Гибралтаром и Мальтой.
Curtiss Wright уже была готова начать поставки самолёта гражданским авиакомпаниям, но в декабре 1941 года нападение Японии на Пёрл-Харбор прервало гражданскую карьеру CW-20. Для выполнения заказов авиакомпаний у фирмы уже не хватало производственных мощностей.
Серийное производство было развёрнуто с января 1942 года на заводе Curtiss Wright в Буффало, а также на авиационных заводах в Сент-Луисе и Луисвилле. Два самолёта изготовили на фирме "Higgins Industries" в Новом Орлеане. В производстве CW-20 получил наименование C-46 Commando. Всего было изготовлено 3182 экземпляра различных модификаций.

## Конструкция
Самолёт Curtiss C-46 Commando - цельнометаллический свободнонесущий низкоплан классической схемы с двумя поршневыми двигателями и убираемым шасси. Экипаж четыре человека. Вместимость - в гражданском варианте до 60 пассажиров, в военно-транспортном 40 солдат в полной экипировке или 33 раненых на носилках.
Фюзеляж - полумонокок в сечении представляет собой две полукруглые секции разного диаметра. В передней части фюзеляжа герметичная четырёхместная кабина экипажа. Затем в гражданском варианте пассажирский салон, в транспортном грузовой отсек с большим грузовым люком по левому борту, с усиленным грузовым полом и складными сиденьями.
Крыло - цельнометаллическое трапециевидное в плане. Состоит из трёх частей - центроплан и две отъёмные консоли. Механизация крыла - элероны с металлическим каркасом и полотняной обшивкой.
Хвостовое оперение - однокилевое классической схемы.
Шасси - двухстоечное убираемое с убираемым хвостовым колесом. Основные опоры с воздушно-масляной амортизацией. На каждой стойке по одному колесу. Колёса снабжены тормозами. Основные стойки убираются в мотогондолы. Хвостовое колесо полностью убирается в нишу в хвостовой части фюзеляжа. Подъем и опускание опор происходит при помощи гидравлики.
Силовая установка - два поршневых 18-цилиндровых звездообразных высотных двигателя воздушного охлаждения Pratt & Whitney R-28000-43 мощностью 2000 л.с. В зависимости от модификации самолёта устанавливались двигатели различной мощности. Двигатели устанавливались в мотогондолы, расположенные на передней кромке крыла, и закрывались капотами. Применялись воздушные винты трёх или четырёхлопастные, изменяемого шага.

## Модификации
CW-20T - первый прототип со стабилизатором, имеющим вертикальные концевые шайбы и поперечным  V. Двигатели звездообразные Wright R-2600 Twin Cyclone мощностью 1700 л.с.
CW-20A  - модификация первого прототипа с однокилеым оперением. 
CW-20B1 (XC-46B) доработка самолёта C-46 для оценки ступенчатого лобового стекла пилотской кабины. Двигатели звездообразные R-2800-34W мощностью 2100 л.с. Доработан один самолёт. 
CW-20H (XC-46L) - Модификация со звездообразными двигателями Wright R-3350. В 1945 году изготовлено три экземпляра. 
C-46 (CW-20B) - первая серийная версия. Двигатели Pratt & Whitney R-2800-43. Первый самолёт этой модификации поступил в ВВС 12 июля 1942 года. Изготовлено 25 самолётов. 
C-46A - модификация с большим грузовым люком, усиленным полом кабины и гидравлической погрузочной лебедкой. Кабина  была негерметичной и предназначалась для перевозки грузов, но была предусмотрена возможность трансформации кабины для перевозки личного состава, для чего было смонтированы 40 откидных сидений. Всего было выпущено 1491 экземпляр.
C-46D (CW-20B2) - модификация для высадки десанта. Установлен дополнительный грузовой люк по левому борту. Установлен новый комплект радиооборудования и пилотажных приборов. Всего выпущен 1410 экземпляр этой модификации.
C-46E (CW-20 - B3) - модификации со ступенчатой лобовой частью. Оснащался двигателями Pratt & Whitney R-2800-75 с трёхлопастный воздушным винтом. Тираж 17 экземпляров.
C-46F (CW-20B4) - модификация с люками на обоих бортах и прямоугольными крыльями. Было заказано 400 экземпляров, изготовили 234. Остальной заказ был аннулирован в связи с окончанием войны.
R5C — вариант для корпуса морской пехоты США, выпущено 160 машин

## Эксплуатация
Во время Второй мировой войны использовался армейской авиацией, а также Военно-морскими силами и Корпусом морской пехоты США под обозначением R5C наравне с более распространённым Douglas C-47 Skytrain. Первый С-46 был передан ВВС США 12 июля 1942 года. Во время войны использовался практически на всех театрах военных действий.  Основную часть грузов транспортируемых через Южную Атлантику перевозили на С-46. Самолет был самым большим и тяжелым двухмоторным самолетом эксплуатировавшийся во время Второй Мировой войны. 
Самолеты ВМФ США работали на грузовых перевозках в юго-западной части Тихого Океана. Пиком военной карьеры самолета стало открытие первой транспортной линии через Гималаи - из Индии в Китай. С-46 перевозил грузы через горные хребты высотой 3660 до 4265 метров. Это стало возможным благодаря хорошим высотным характеристикам самолета. 
В 1945 году самолеты С-46 участвовали в обеспечении наступления англо-американских войск в Бирме. Эти самолеты применялись также в десантных операциях. С них десантировались парашютисты и они буксировали грузовые планеры. 
24 марта 1945 года в ходе десантирования на берег Рейна 513-го парашютного полка, саперов и артиллеристов 82-й воздушно-десантной дивизии США с 72 самолетов С-46 немецкая зенитная артиллерия сбила 22 самолёта (из которых 14 загорелись после первого попадания). Это была крупнейшая единовременная потеря самолётов в ходе десантных операций войск США во время второй мировой войны. После этого инцидента по инициативе генерала М. Риджуэя был отдан приказ не использовать самолёты С-46 для десантирования парашютистов.
С-46 оставались на вооружении армии США до окончания войны. С-46 массово применялись во время боевых действий в Корее.
Один самолет С-46А изготовленный в 1945 году в Луисвилле, был поставлен по ленд-лизу в Советский Союз. Перегонка проходила через Аляску. Самолет был передан в НИИ ВВС, где он прошел полную программу государственных испытаний. В дальнейшем С-46А эксплуатировался в НИИ как транспортный.
После войны излишние C-46 некоторое время использовались в качестве пассажирских самолётов, однако так как на рынке присутствовало огромное количество бывших армейских C-47, то вскоре C-46 стали использоваться преимущественно для грузоперевозок. Самолёт стоял на вооружении ВВС США до 1968 года. По состоянию на 1980 год в разных странах мира эксплуатировалось не менее 300 «Коммандо». В наши дни[когда?] С-46 используется в качестве надёжного транспортного самолёта в Арктике и труднодоступной местности.
Самой распространённой модификацией самолёта стала C-46D. Этот вариант самолёта отличался дополнительным люком для десантирования с правой стороны фюзеляжа. Всего было построено 1610 C-46D. Этот десантный вариант широко использовался ВВС Японии вплоть до 1970 года.

## Боевое применение в локальных конфликтах

### Арабо-израильская война (1947—1949)
В апреле 1948 года года израильтяне контрабандным путём, с помощью фиктивной авиакомпании под названием LAPSA, купили в США в обход американского запрета на продажу оружия 10 транспортных самолётов C-46 Commando.
23 апреля 1948 года первый израильский самолёт C-46 Commando, купленный обманным путём, разбился при взлёте с мексиканского аэродрома в Мехико, оба пилота Уилльям Герсон и Глен Кинг погибли.
16 мая 1948 года истребители ВВС Египта нанесли массированные авиаудары по израильскому аэродрому Сде-Дов, поразив в том числе один израильский самолёт C-46 Commando № RX-132.
23 мая 1948 года израильский самолёт C-46 № RX-136, перевозящий один истребитель «Мессершмитт S.199» и груз бомб в Израиль, при посадке на авиабазу Экрон был обстрелян с земли собственными солдатами. Пытаясь уйти от огня подальше от аэродрома C-46 в густом тумане врезался в гору. В результате крушения C-46 был уничтожен вместе с истребителем и остальным грузом.
24 мая 1948 года израильский самолёт C-46 № RX-130 был арестован при посадке на греческий аэродром на острове Родос.
4 июля 1948 года при заправке израильского C-46 № RX-133, стоящего на авиабазе Экрон, произошёл пожар, который полностью уничтожил транспортный самолёт. При расследовании выяснилось, что заправка израильтянами производилась ручным насосом из 200-литровой бочки, стоящей прямо возле запущенного двигателя.
6 марта 1949 года израильский C-46 разбился при взлёте, экипажу удалось выжить.
26 июня 1949 года израильский самолёт C-46 № 4X-ACG, перевозящий груз боеприпасов, упал и разбился в пустыне Негев.
В общей сумме, по отрывочным данным, израильтяне потеряли как минимум 7 из 10 полученных C-46.

### Корейская война
В ходе войны ВВС США потеряли 30 транспортных самолётов C-46. Вдобавок, известно что был потерян ещё 1 C-46, принадлежащий так называемой «гражданской» авиакомпании 
Civil Air Transport, которая занималась военными миссиями под прикрытием «пассажирских перевозок». Этот самолёт 8 декабря 1950 врезался в снег при посадке на территорию Северной Кореи, 1 погиб и 8 было ранено. Отступая под огнём противника, американцам пришлось взорвать собственный самолёт.

### Суэцкий кризис
Применялись всеми сторонами. Известен случай, когда в одном налёте было уничтожено 15 из 20 самолётов C-46 Commando 7-й эскадрильи ВВС Египта. 
ВВС Израиля применяли С-46 для высадки парашютного десанта на Синае в 1956 году.

### Китайско-тайваньский конфликт
Применялись тайваньскими бандформированиями и сепаратистами.
В 1949 году в Наньюань был захвачен один C-46, который использовался в ВВС КНР.
10 ноября 1956 года транспортный самолёт C-46 Commando ВВС Тайваня (№ 362, 6-я эскдарилья) в районе китайской провинции Чжэцзян был перехвачен истребителем МиГ-17 ВВС НОАК (пилот Шанг Зи). Пушечным огнём C-46 был сбит. Весь экипаж из девяти человек погиб, включая командира — Ли Сюэсю. 
2 октября 1958 года четвёрка МиГ-17 ВВС НОАК вторглась в воздушное пространство тайваньских островов Золотые ворота и перехватила четыре транспортных тайваньских самолёта C-46 Commando 102-й эскадрильи 6-го крыла, которые до этого пролетели над территорией материкового Китая, уйдя из под зенитного огня. Китайские пилоты Као Шунг Минь и У Яо-Зунг каждый заявили по сбитому самолёту противника. Подтвердилась безвозвратная потеря одного C-46 (б/н 199), весь экипаж которого 5 человек погиб, включая командира — Хуан Ичжэна;

## Страны-эксплуатанты
- США
- Китайская Республика[17]
- Китай — 1 трофейный самолёт[17]
- Япония — ВВС Японии[24]

## Аварии и катастрофы
По данным портала Aviation Safety Network на 29 декабря 2019 года в общей сложности в результате катастроф и серьёзных аварий были потеряны 1085 самолётов Curtiss C-46.   Самолёт пытались угнать 8 раз, при этом погибли 4 человека. Всего в этих происшествиях погибли 2549 человек.
Крупнейшей катастрофой самолёта стало  крушение C-46 под Бэйпином, в результате которого погибли 59 человек.